# Oberplanitzing

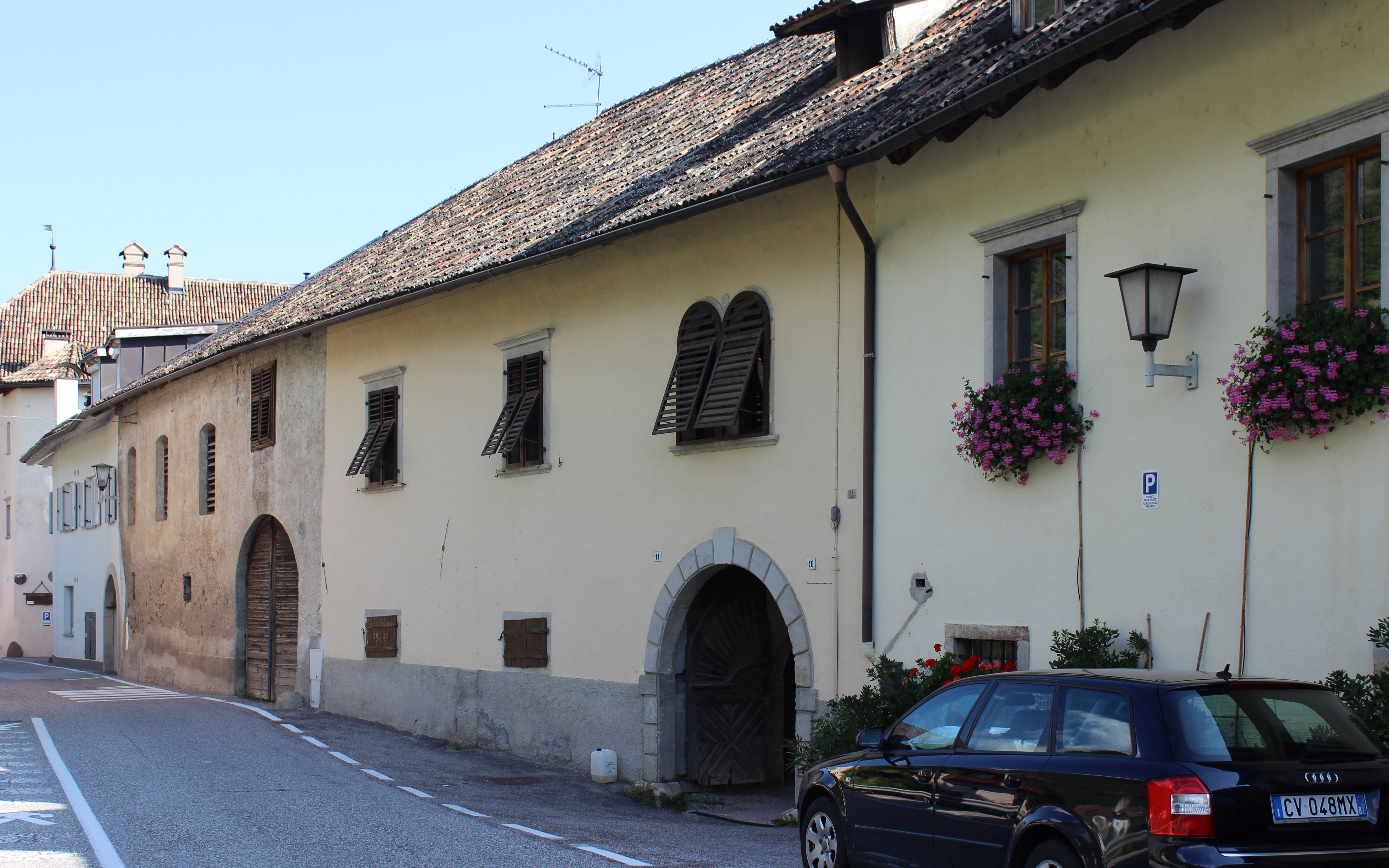
Straße in Oberplanitzing

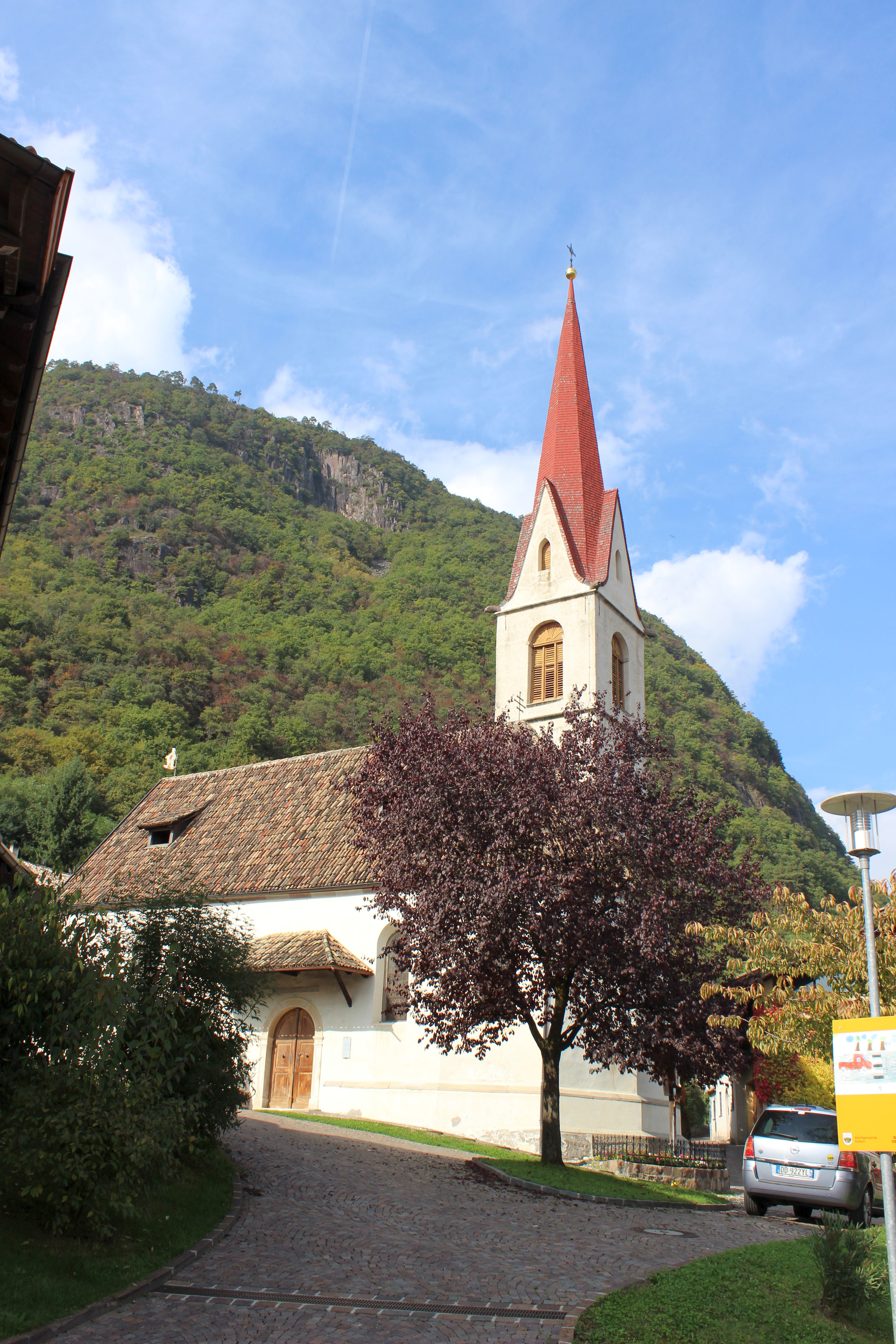
St. Johannes in Oberplanitzing

Oberplanitzing (italienisch Pianizza di Sopra) ist ein Dorf in der Gemeinde Kaltern in Südtirol (Italien). Die Ortschaft befindet sich auf etwa 500 m Höhe – oberhalb von Unterplanitzing – im Überetsch.
Oberplanitzing befindet sich im Norden des Gemeindegebiets, nahe der Grenze zum Ortsteils Gand der Gemeinde Eppan, am Fuß des dem Mendelkamm vorgelagerten Gandbergs. Umgeben ist das Dorf von weitläufigen Rebflächen, deren wirtschaftliche Bedeutung schon seit dem Mittelalter bezeugt ist (unter anderem verfügte das Kloster Tegernsee hier über Besitzungen). Der Ortskern ist durch alte, teils denkmalgeschützte Bauernhöfe charakterisiert. Direkt im Zentrum befindet sich die im 16. Jahrhundert erbaute St.-Johannes-Kirche, knapp nördlich der Siedlung sind noch Reste der im 18. Jahrhundert aufgelassenen, nur noch in Ruinen erhaltenen St.-Georgs-Kirche sichtbar.
Der Ortsname ist bereits im sogenannten „Vigiliusbrief“, einer urkundlichen Aufzeichnung der Bischöfe von Trient aus dem 11. Jahrhundert, die auf Vorlagen noch aus dem 9. Jahrhundert fußt, als Planitia belegt. 1230 erscheint er als Planitien. In einer Urkunde von 1370 ist mit Planaetz eine bereits eingedeutschte Namensform bezeugt.
Seit dem Frühmittelalter bis in die Frühe Neuzeit war in Oberplanitzing das oberbayerische Kloster Tegernsee umfassend begütert und besaß hier einen zentralen Weinhof.
Um 1980 bestand in Oberplanitzing die überregional tätige Kunstgalerie Albrecht.
In Oberplanitzing gibt es eine Grundschule für die deutsche Sprachgruppe.